# Leyte du Sud
Leyte du Sud est une province de l'est des Philippines occupant le sud de l'île de Leyte et l'île de Panaon au sud-est. Les deux îles sont reliées par un pont.

## Villes et municipalités
Municipalités
- Anahawan
- Bontoc
- Hinunangan
- Hinundayan
- Libagon
- Liloan
- Limasawa
- Macrohon
- Malitbog
- Padre Burgos
- Pintuyan
- Saint Bernard
- San Francisco
- San Juan
- San Ricardo
- Silago
- Sogod
- Tomas Oppus

Villes
- Maasin